# Jordi Salvador i Duch
Jordi Salvador i Duch (Tarragona, 23 de juliol de 1964) és un mestre i profesor de secundària d’escola concertada. Llicenciat en Geografia i Història a la Universitat Rovira i Virgili, Diplomat en Professorat d'EGB amb dues especialitats: Ciències Socials i Educació Física, i doctor en Antropologia Cultura i Social per la URV. Premi Extraordinari de doctorat de la URV 2004-2005. Ha estat professor d'EGB, Secundària i Batxillerat fins que fa el salt al sindicalisme. Des de 2008 fins al novembre del 2015 va ser secretari general de la Unió General de Treballadors de Catalunya de les Comarques de Tarragona. A les eleccions generals espanyoles de 2015 va ser candidat d'Esquerra Republicana de Catalunya a la circumscripció de Tarragona, i fou elegit diputat. Va repetir l'escó a les eleccions generals espanyoles de 2016, 20 de maig de 2019 i 3 de desembre de 2019 fins a l'actualitat. Els seus principals camps d'actuació política han estat en el sindicalisme, món del treball i de la Seguretat Social, i el catalanisme independentista. També ha estat membre del Consell Social de la Universitat Rovira i Virgili (URV) (2008 -2015).

## Obres
- Futbol: metàfora d’una guerra freda. Un estudi Antropològic del Barça (2007)[3]
- Tradicionari. Enciclopèdia de la cultura popular de Catalunya. 10 volums. Col·labora en el vol: VIII http://www.enciclopedia-catalana.net/ftp/digec/index.htm?url=tradicionari/tradicionari Arxivat 2011-09-02 a Wayback Machine.